# Лакост (компания)
Lacoste S. A. (Лакост, често грешно произнасяна като „лакосте“ или „лакоста“) е френска компания за облекло, обувки, парфюмерия и кожени аксесоари. Марката е известна по света с качествената си продукция и със зеления крокодил като лого на бранда.

## История
През 1926 г. френският тенисист Рене Лакост, когато участва в Открития шампионат на САЩ, облича за състезанията собственоръчно ушита бяла тениска с яка и три копчета, различна от тогавашното традиционно тенис облекло – „градски“ ризи с дълги ръкави. Тя била направена от леко памучно жарсе (jersey petit piqué), удобно за игра в жегата.
По-късно, когато Рене напуска големия спорт, с помощта на своя приятел Андре Жилие, най-големия производител на текстил във Франция, създава през 1933 г. компанията La Société Chemise Lacoste, която произвежда облекло за тенис, по-късно – и за ветроходство и голф.
През 1951 г. компанията разширява дейността си и въвежда освен белите, и цветните тениски.
Днес Lacoste е френска компания, собственост на швейцарския холдинг Maus Frères от 2012 г. Дрехи (особено поло), обувки, парфюмерия (съвместно с фирмата Jean Patou), кожени изделия, часовници и очила са сред стоките, които предлага. Класическите цветове на марката са: бяло (носеният от Рене цвят), лимонено зелено и пурпурно.

## Емблемата крокодил
Емблемата на компанията Lacoste представлява бродирано крокодилче. Логото идва от облог между него и капитана на отбора му, като при спечелването на определен мач за купата „Дейвис“ Лакост щял да получи куфарче от крокодилска кожа, изложено в магазин в Бостън.
Малко известен факт е обаче, че той не е спечелил баса, независимо от това журналистите често използват прякора „Крокодила“ за френския тенисист. Според друга версия, това му прозвище се дължи на суровия му характер и агресивната му игра.
По-късно приятел на Лакост на име Робер Жорж (Robert George) рисува крокодилче, което бродира върху сакото за мачовете на Лакост. След оттеглянето от спорта и основаването на компанията, емблемата става първият фирмен знак на дреха, показван върху самата нея.